# Yujiazui (sockenhuvudort i Kina, Hunan Sheng, lat 29,35, long 110,56)
Yujiazui (kinesiska: 喻家觜, 索溪峪, 索溪峪土家族乡) är en sockenhuvudort i Kina. Den ligger i provinsen Hunan, i den södra delen av landet, omkring 270 kilometer nordväst om provinshuvudstaden Changsha. Antalet invånare är 10 388. Befolkningen består av 5 139 kvinnor och 5 249 män. Barn under 15 år utgör 21,0 %, vuxna 15-64 år 69 %, och äldre över 65 år 8,0 %.
Runt Yujiazui är det ganska tätbefolkat, med 166 invånare per kvadratkilometer. Närmaste större samhälle är Wulingyuan, 1,9 km väster om Yujiazui. I omgivningarna runt Yujiazui växer i huvudsak blandskog.
Genomsnittlig årsnederbörd är 1 766 millimeter. Den regnigaste månaden är maj, med i genomsnitt 286 mm nederbörd, och den torraste är december, med 22 mm nederbörd.